# أولاد ميرة (الوادات)
أولاد ميرة هو دُوَّار يقع بجماعة تامدا، إقليم سيدي بنور، جهة الدار البيضاء سطات في المملكة المغربية. ينتمي الدوّار لمشيخة الوادات التي تضم 9 دواوير. يقدر عدد سكانه بـ 595 نسمة حسب الإحصاء الرسمي للسكان والسكنى لسنة 2004.

## روابط خارجية
- البوابة الوطنية للجماعات الترابية
- المندوبية السامية للتخطيط